# August Willemsen
August Willemsen (Amsterdam, 16 de junho de 1936 - 29 de novembro de 2007) foi um tradutor de português para o holandês e da literatura brasileira. Além disso, publicou ensaios, diários e cartas. Willemsen é conhecido por seu uso poderoso do holandês e seu estilo impecável.

## Curta biografia
Depois de se formar na escola secundária em Amsterdã, Willemsen frequentou o conservatório na mesma cidade, especializando-se em piano. Não teve sucesso e, relativamente tarde, começou a estudar português. As traduções do poeta português Fernando Pessoa tornaram-no conhecido como um dos mais importantes tradutores literários. Em 1983, suas traduções receberam o Prêmio Martinus Nijhofff. Em 1986 recebeu o Prêmio Lucy B. e CW van der Hoogt, por Braziliaanse brieven. Até à sua morte, August Willemsen trabalhou na tradução das obras completas de Pessoa.

## Traduções
- Carlos Drummond de Andrade
- Machado de Assis
- Hector Malot, Alleen op de wereld
- João Cabral de Melo Neto
- Fernando Pessoa
- Graciliano Ramos
- José Rentes de Carvalho
- João Guimarães Rosa (Diepe wildernis: de wegen)
- João Guimarães Rosa: De derde oever van de rivier (Amsterdam 1977; vert. van Primas Estorias 1962)
- Pêro Vaz de Caminha (De ontdekking van Brazilië - brief aan de koning van Portugal).
- Dalton Trevisan
- Euclides da Cunha
- Chico Buarque
- Manuel Bandeira
- Luís Vaz de Camões
- Ivo Ledo
- Fereira Gullar
- Antônio Torres